# Carl Dotter
Carl Dotter (* 15. Februar 1885 in Theinfeld bei Bad Kissingen; † 26. April 1954) war ein deutscher Heimat- und mainfränkischer Mundartdichter.
Dotter kam als 10-Jähriger nach Würzburg. Nach seiner Ausbildung war er dort als Amtsrat bei der Handwerkskammer von Unterfranken tätig.
Parallel dazu entstanden aus seiner Feder eine Reihe von Gedichten und Volksstücken in mainfränkischer Mundart.

## Werke
- Sträch und Spassli. Würzburg 1919.
- Die Koppgöicker. Würzburg 1920.